# Georg Hannig

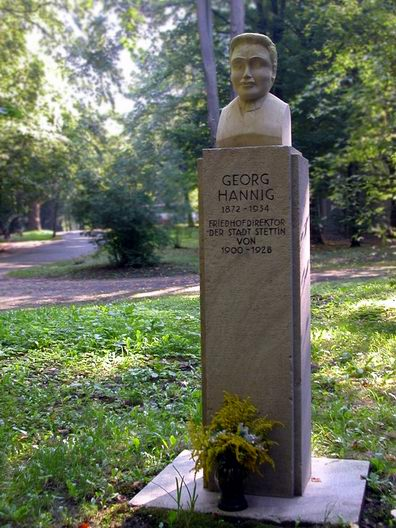
Denkmal für Georg Hannig

Paul Georg Hannig (* 23. März 1872 in Berlin; † 13. November 1934 ebenda) war ein deutscher Landschaftsarchitekt und Gartenbauer.
Hannig arbeitete bei der Konzeption, Erstellung und Pflege von Parks in ganz Europa mit und sammelte in Versailles Berufserfahrung. In den ersten Jahren des 20. Jahrhunderts zog er nach Stettin. Hier gestaltete er gemeinsam mit dem Stettiner Stadtbaurat Wilhelm Meyer-Schwartau den dortigen Hauptfriedhof. Hannig war bis 1932 Direktor dieses Friedhofs und wechselte 1932 in die Schweiz. Er verstarb 1934 im Alter von 62 Jahren in Berlin und wurde dort auch bestattet.
Georg Hannig ist Ehrenbürger der Stadt Stettin.

## Schriften
- Der Friedhof und seine Kunst. Zeitgemäße Betrachtungen über die Ausgestaltung unserer Friedhöfe. Für Laien und Fachleute. Gebrüder Bornträger, Berlin 1908.
- Pommerns alte Grabmäler. Zugleich ein Führer durch die Grabmal-Sammlung auf dem Stettiner Hauptfriedhofe. Stettin 1917.
- Gedanken über Friedhofskunst. Stettin 1918.
- Der Stettiner Hauptfriedhof. Führer durch die Anlage mit zahlreichen Abbildungen. Stettin-Grünhof 1918, urn:nbn:de:gbv:9-g-5271990.
- Kultur und Kunst im Gartenbau. Stettin 1926.
- Die Nutzpflanzen der Tropen. Auszug aus den Vorlesungen der Stettiner Volkshochschule. Stettin 1928.